# النوم في العسل (فلم)
النوم في العسل هو فيلم مصري عرض عام 1996. من بطولة عادل إمام ، ومن إخراج شريف عرفة.

## قصة الفيلم
يظهر عادل إمام في دور رئيس مباحث القاهرة الذي يكتشف وباء يسبب العجز الجنسي للرجال في القاهرة، ويعاني هو نفسه من هذا الوباء. وتحاول الحكومة إخفاء الأمر تماما خوفا من مجابهة المشكلة. ويرفض مجلس الشعب ووزارة الصحة التحقيق فيه. ويلتقي بصحفية شابة شيرين سيف النصر تحاول نشر الموضوع في الصحافة، ولكنها تصطدم بمعارضة رؤسائها.

## الممثلون
| - عادل إمام (العميد مجدى نور) - دلال عبد العزيز - شيرين سيف النصر (سلمى) - عبد الرحمن أبو زهرة (رئيس تحرير الصحيفة) - نظيم شعراوي (وزير الصحة) - محمد الدفراوي (وزير الداخلية) - سامي سرحان - أحمد عقل (أبو الوفا دردير عضو مجلس الشعب) - لطفي لبيب - سعيد طرابيك - علاء ولي الدين - ضياء الميرغني - حجاج عبد العظيم - لطفي عبد الحميد (امام مسجد) - فؤاد فرغلي - محمود البزاوي - علاء زينهم - مريم فخر الدين - محمد يوسف - إنعام سالوسة - رامي إمام - ياسر جلال ("كريم" ضيف شرف بدور العريس) |

## روابط خارجية
- مقالات تستعمل روابط فنية بلا صلة مع ويكي بيانات